# Чайгіно
Чайгіно (рос. Чайгино) або Чайґл (вепс. Čaigl)  — присілок Бокситогорського району Ленінградської області Росії. Входить до складу Радогощинського сільського поселення.
Населення — 2 особи (2012 рік). 